# Azin

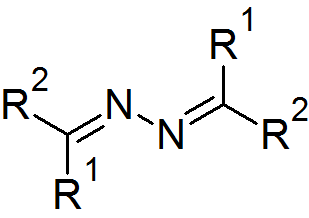
Obecný vzorec azinu. U aldazinu R^{2} = H.

Aziny jsou chemické sloučeniny obsahující funkční skupinu s obecným vzorcem R1R2C=N-N=CR3R4. Vznikají kondenzací hydrazinu s ketony a aldehydy, ovšem v praxi se obvykle vyrábějí jinými způsoby.

## Výroba a příprava
Aziny se obvykle vyrábějí peroxidovým procesem z ketonu, amoniaku a peroxidu vodíku:
V laboratoři se nejčastěji připravují přímo exotermní reakcí karbonylové sloučeniny (aldehydu nebo ketonu) s hydrazinhydrátem.
Aziny lze rovněž získat reakcí chalkonu s hydrazonem za vzniku 3,5-difenyl-1H-pyrazolu jako vedlejšího produktu.

## Reakce
Pro aziny je charakteristickou reakcí hydrolýza za tvorby hydrazinů.
Aziny se používají jako prekurzory hydrazonů a diazosloučenin.
Byla také studována koordinační chemie azinů (jako ligandů). K derivatizaci hydrazinu za účelem analýzy plynovou chromatografií se používá aceton; přitom vzniká acetonazin jako meziprodukt; touto metodou lze zjistit i stopová množství hydrazinu v pitné vodě a v léčivech.

## Názvosloví
Aziny lze podle druhu karbonylové skupiny rozdělit na aldaziny a ketaziny.
Aziny lze rovněž pojmenovat podle substitučního nebo podle funkčního názvoslovného principu. Při použití funkčního principu se za název odpovídající karbonylové sloučeniny připojí přípona azin; příkladem může být acetonazin. V substitučním názvosloví se aziny pojmenovávají jako deriváty hydrazinu; například diisopropylidenhydrazin. Pokud jsou přítomny skupiny s větším názvoslovným významem, používají se předpony hydrazinyliden a hydrazinediyliden.
Asymetrické aziny, tedy sloučeniny typu X=N–N=Y, kde X ≠ Y, se nepojmenovávají jako aziny: při přítomnosti funkčních skupin s větším názvoslovným významem se názvy těchto azinů tvoří stejně jako u substituovaných hydrazonů.

## Použití
Kromě využití ve výše uvedených reakcích se ketaziny rovněž využívají jako meziprodukty při průmyslové výrobě hydrazinhydrátu peroxidovým procesem. Amoniak reaguje s ketony za přítomnosti oxidačního činidla, přičemž vzniká hydrazin přes ketazinový meziprodukt:
2 Me(Et)C=O + 2 NH3 + H2O2 → Me(Et)C=NN=C(Et)Me + 2 H2O
Ketazin se následně hydrolyzuje, čímž vzniká hydrazin a obnovuje se původní keton:
Me(Et)C=NN=C(Et)Me + 2 H2O → 2 Me(Et)C=O + N2H4
Ketaziny se také používají jako zdroje na místě připraveného hydrazinu, například při výrobě 1,2,4-triazolu, jenž je prekurzorem herbicidů.